# 1988년 하계 올림픽 복싱
제24회 하계 올림픽 복싱경기는 1988년 9월 18일부터 10월 1일까지 대한민국 서울에서 개최되었다.